# الحركة القومية
الحركة القومية هي مُنظمة سياسية أسسها محمد بن الحسن الوزاني في عام 1937، بعد انشقاقِه عن كتلة العمل الوطني. وحُظر التنظيم في نفس العام، واعتَقلت السلطات الفرنسية الوزاني ونفتهُ في إصلاحات عكا وطاطا وتاكونيت وكلميمة وإيتزر. وبعدَ عودته من المَنفى عام 1946، أسَّس حزب الشورى والاستقلال، والذي يُعتبر استمرارًا للحركة.